# ان‌جی‌سی ۷۵۲۲
ان‌جی‌سی ۷۵۲۲ (انگلیسی: NGC 7522) نام یک شیء آسمانی است.